# Bisoke
De berg Bisoke, ook bekend als de Visoke, is een actieve stratovulkaan die deel uitmaakt van het Virungagebergte en gelegen is in het noordwesten van Rwanda, grenzend aan het Volcanoes National Park. Het ligt op de grens van Rwanda en de Democratische Republiek Congo, maar de top ligt in Rwanda. Het ligt ongeveer 35 km ten noordoosten van de stad Goma en het aangrenzende Kivumeer.

## Geologie
Bisoke is, net als alle andere toppen in het Virungagebergte, een vulkaan die is ontstaan door rift op de zich vormende divergente plaatgrens van de Oost-Afrikaanse Rift die langzaam de Afrikaanse plaat in tweeën deelt. Bisoke is sinds te metingen begonnen twee keer uitgebarsten, in 1891 en 1957. De meest recente uitbarsting vond plaats 11 km ten noorden van de top en vormde twee kleine kegels op de noordflank van de vulkaan, en het kratermeer Lake Ngezi. Er zijn aanwijzingen dat het gebied waar deze uitbarsting plaatsvond nog steeds geologisch actief is, wat betekent dat Bisoke in de toekomst waarschijnlijk weer actief zal worden. De vulkaan heeft twee kratermeren, waarvan één het grootste is van het gebergte.

## Geografie
De berg ligt in het Rwandese Vulcanoes National Park en het Congolese Virunga National Park. De steile hellingen van de top zijn dicht begroeid met equatoriaal regenwoud en bergtoendra.  Op de top valt geen sneeuw, maar er hangt wel vaak mist. Bisoke is een van de bergen die het leefgebied vormen van de bedreigde berggorilla. Het door Dian Fossey opgerichte Karisoke Research Center ligt in de westelijke vallei.